# سپر پارسی
سپر پارسی (نام علمی: Strobilanthes dyeriana) گیاهی زینتی و همیشه‌سبز است که به خاطر برگ‌های مشهور است. این برگ‌ها با بافتی مخملی و رنگ‌های متنوعی از سبز تیره، نقره‌ای و ارغوانی تا صورتی و بنفش، جلوه‌ای رنگین‌کمانی به گیاه می‌بخشند. این گیاه بومی مناطق گرمسیری میانمار (برمه سابق) است و به دلیل نیاز به گرما و رطوبت بالا، در مناطق معتدل معمولاً به عنوان گیاه آپارتمانی نگهداری می‌شود.
سپر پارسی (به انگلیسی: Persian shield) از سردهٔ قیفی‌گل‌ها و تیرهٔ پاخرسیان است.
سپر پارسی می‌تواند در شرایط مناسب تا ارتفاع ۶۰ تا ۱۲۰ سانتی‌متر رشد کند و گستردگی آن به ۹۰ تا ۱۲۰ سانتی‌متر برسد. گل‌های این گیاه به رنگ بنفش کمرنگ هستند و در اواخر بهار یا اوایل تابستان ظاهر می‌شوند، اما جذابیت اصلی گیاه به خاطر برگ‌های آن است.
برای نگهداری از سپر پارسی، نیاز به نور غیرمستقیم و محیطی با رطوبت بالا دارید. خاک باید غنی و دارای زهکشی خوب باشد و همیشه مرطوب نگه داشته شود. این گیاه به سرما حساس است و دمای ایده‌آل برای آن بین ۲۱ تا ۲۸ درجه سانتی‌گراد است.
سپر پارسی علاوه بر زیبایی، به دلیل توانایی تصفیه هوا نیز مورد توجه قرار گرفته است. این گیاه می‌تواند برخی از آلاینده‌های هوا را جذب کند و به بهبود کیفیت هوای داخل خانه کمک کند.